# 巨人ゴーレム
『巨人ゴーレム』（きょじんゴーレム、Le Golem）は、1936年にチェコスロバキア・フランスで制作されたモンスター・ホラー映画である。

## キャスト
- アリ・ボール
- ロジェ・カール
- シャルル・ドラ

## 影響
- 日本の特撮映画『大魔神』は本作をヒントに製作された[1]。